# Terebra ornata
Terebra ornata é uma espécie de gastrópode do gênero Terebra, pertencente a família Terebridae.